# Alvin Mendoza
Alvin Mendoza (* 27. Juli 1984 in Mexiko-Stadt) ist ein ehemaliger mexikanischer Fußballspieler auf der Position des Verteidigers.

## Leben
Höhepunkt seiner frühen Jahre war die Teilnahme an der Junioren-Fußballweltmeisterschaft 2003, bei der Mendoza alle drei Spiele der mexikanischen U-20-Nationalmannschaft gegen die Elfenbeinküste (1:2), Saudi-Arabien (1:1) und Irland (0:2) bestritt.
Am 6. April 2005 absolvierte der aus dem Nachwuchs des Club América hervorgegangene Mendoza für seinen langjährigen Verein seinen ersten Punktspieleinsatz in einem Stadtderby der mexikanischen Primera División gegen den CF Atlante, das 1:1 endete.
Mit insgesamt drei Punktspieleinsätzen in der Clausura 2005 gehörte Mendoza zum Kader der Meistermannschaft des Club América. Im April 2006 bestritt er das Finalhinspiel um den CONCACAF Champions’ Cup 2006 bei Deportivo Toluca, das torlos endete.
Anfang 2009 wechselte Mendoza zu den in der zweiten Liga spielenden Tiburones Rojos de Veracruz und ein Jahr später zum Querétaro Fútbol Club, für den er es im Jahr 2010 auf 27 Einsätze brachte. Nachdem er Anfang 2011 in eine Schlägerei mit einem Nachtklub-Mitarbeiter verwickelt war, sorgte Vereinspräsident Ulises Zurita dafür, dass Mendoza nicht mehr aufgestellt wurde.
2012 wechselte Alvin Mendoza zu Altamira FC. Dort spielte er allerdings nur ein halbes Jahr und ging im Anschluss vorerst in Ruhestand. 2014 kehrte er – erneut für ein halbes Jahr – in die aktive Profiwelt zurück und spielte in der ersten guatemaltekischen Liga für den CSD Coatepecano IB.

## Erfolge
- Mexikanischer Meister: Clausura 2005
- CONCACAF Champions’ Cup: 2006